# キックダウン
キックダウン（Kickdown）は、ATを搭載した自動車でアクセルペダルを大きくあるいは急激に踏み込んだ場合に、より低速なギアに切り替わる機構。さらにはその現象や意図した操作を指す場合もある。
操作を言う場合は、本来自動であるトランスミッションを運転者が手動で操作する手法のひとつを指す。
運転者が意図して行なう状況に、追越などでの急加速や高速道路での合流などがある。しかし意図してキックダウンを多用すると燃費の悪化を招き、動力伝達系統（駆動系）にも負担をかける欠点もある。
なお、自動車以外にも鉄道車両のうち、気動車でもキックダウンの機能が搭載されていることもある。

## 機構開発の経緯
ATを開発するにあたり、MT操作におけるシフトアップとシフトダウンを自動化する必要があった。シフトアップについては車速とエンジン回転数の相関から運転状況に合わせた自動シフトアップが実現できたが、シフトダウンについては状況が異なった。車速が低下したことに伴うシフトダウンと、急加速を行うためのシフトダウンを判別する必要があったからである。車速低下に呼応するシフトダウンのタイミングは、シフトアップと同じく車速とエンジン回転数の相関から求めることができたが、急加速のためのシフトダウンは運転者の意思を検出することが必要であった。
広く普及したトルコン併用ATでは、緩加速時の駆動力増加はトルコンが担い、有段トランスミッションをシフトダウンさせる必要がない。しかし急加速時にはトルコンで増幅された駆動力だけでは不足するため、シフトダウンが必要となる。そこで、運転者の急加速意思を検出する媒体としてアクセルペダルが着目された。ガソリンエンジンを搭載する自動車の場合、トルコン併用ATの登場当初は、エンジンへの燃料供給装置がキャブレターのみであった。アクセルペダルによって開閉されるキャブレターのスロットルバルブはインテークマニホールド内部の負圧を変化させるため、それを大気圧と比較することで間接的にアクセルペダルの開度を検出することができた。トルコン併用ATのシフト制御は油圧で行われるため、同じ圧力であるインテークマニホールド負圧を制御回路に組み入れることは容易であった。登場初期にはアクセルペダルに直接スイッチを設け、電気的に急加速意思を検出しようとしたものもあったが運転状況に合わせ柔軟に反応できず、また、トランスミッションの制御に新たに電気部品（ソレノイド）を要することもあり、インテークマニホールドの負圧変化を検出する方法に駆逐された。
現代の自動車では自動車排出ガス規制をクリアする技術として燃料噴射装置が広く普及した。キャブレターに替えて燃料噴射装置を採用する車両はECUを搭載しており、燃料噴射制御の基礎情報としてスロットル開度を必要とし、スロットル開度センサー（ロータリーエンコーダー）を装備している。燃費低減やドライバビリティ向上の観点からATでも電子制御化が進み、トランスミッション制御回路側でも急加速意思の検出にスロットル開度センサーの出力信号を利用するようになった。近年の自動車のなかにはECUにATの制御を統合した車種も見られ、この場合キックダウンのタイミング判断はECUが行い、シフトダウン信号がECUからトランスミッションへ発せられる。インテークマニホールド負圧変化はスロットルバルブ作動より遅れて現れるが、スロットル開度センサーはアクセルペダルの動きを直接検出するため、電子制御化されたことで意図したキックダウンの車両反応速度が大きく向上した。
電子制御化されたことで、より少ないアクセルペダル開度・より緩やかなペダル踏み込みでも緻密にキックダウンが制御されるようになった。トランスミッションが多段化されたことも合わせて、意図しないキックダウンの発生頻度はAT登場初期に比して多くなっており、さらに意図しないキックダウンは運転者が気づかない場合があるほどに繊細な制御が行われている。

## 呼称
初期のアクセルペダルにスイッチを設けたものは概ねペダル全開付近でスイッチが作動し、意図したキックダウンではアクセルペダルを深く踏み込む必要があった。またインテークマニホールド負圧変化を検出する機構では、急激な負圧変化を起こすためにアクセルペダルを素早く踏み込む必要があった。これらの操作がペダルを「蹴る（kick＝キック）」と表され、その結果シフト「ダウン（down）」を得ることから「キックダウン」と造語された。
普及を見せているCVT搭載車においても、有段式ATに運転感覚を合わせるため、キックダウンと同様の変速スケジュールがプログラムされており、厳密には有段ギアをシフトダウンするわけではないが「キックダウン」と呼称される。なお、副変速機付のCVTでは文字通りの「キックダウン」が発生する。